# 美穀村
美穀村（みよしそん / みよしむら）は、岡山県阿哲郡にあった村。現在の新見市唐松・正田にあたる。

## 地理
高梁川の中流左岸、同支流・小阪部川流域の沖積平野に位置していた。

## 歴史
- 1889年（明治22年）6月1日 - 町村制の施行により、阿賀郡唐松村、正田村が合併して村制施行し、美穀村が発足[1][2]。旧村名を継承した唐松、正田の2大字を編成[2]。
- 1900年（明治33年）4月1日 - 郡の統合により阿哲郡に所属[1][2]。
- 1934年（昭和9年） - 室戸台風により大きな被害を受けた[2]。
- 1947年（昭和22年）12月11日 - 村内に昭和天皇の戦後巡幸。昭和天皇が小野田セメント阿哲工場を視察した[3]。
- 1948年（昭和23年）- 美穀村農業協同組合設立[2]。
- 1954年（昭和29年）6月1日 - 阿哲郡新見町、石蟹郷村、草間村、豊永村、熊谷村、菅生村、上市町と合併し、市制施行し新見市を新設して廃止された[1][2]。合併後、新見市大字唐松・正田となる[2]。

### 地名の由来
古くから良い米（美穀）を産し藩主の料米に供したことによる。

## 産業
- 農業[2]

## 交通

### 橋梁
- 1903年（明治36年）正田橋を架橋し、石蟹渡し、正田渡しを廃止[2]。
- 1920年（大正9年）川合橋を架橋し、川合渡しを廃止[2]。

## 教育
- 1892年（明治25年）尋常美穀小学校を唐松小学校に改称[2]。1907年（明治40年）高等科を併置[2]。1947年（昭和22年）唐松の大火で校舎が焼失し、明新小学校で授業を行い、1948年（昭和23年）新校舎が完成し移転[2]。